# Världsmästerskapen i bancykling 1895
Världsmästerskapen i bancykling 1895 avgjordes i Köln 17-19 augusti 1895.

## Resultat

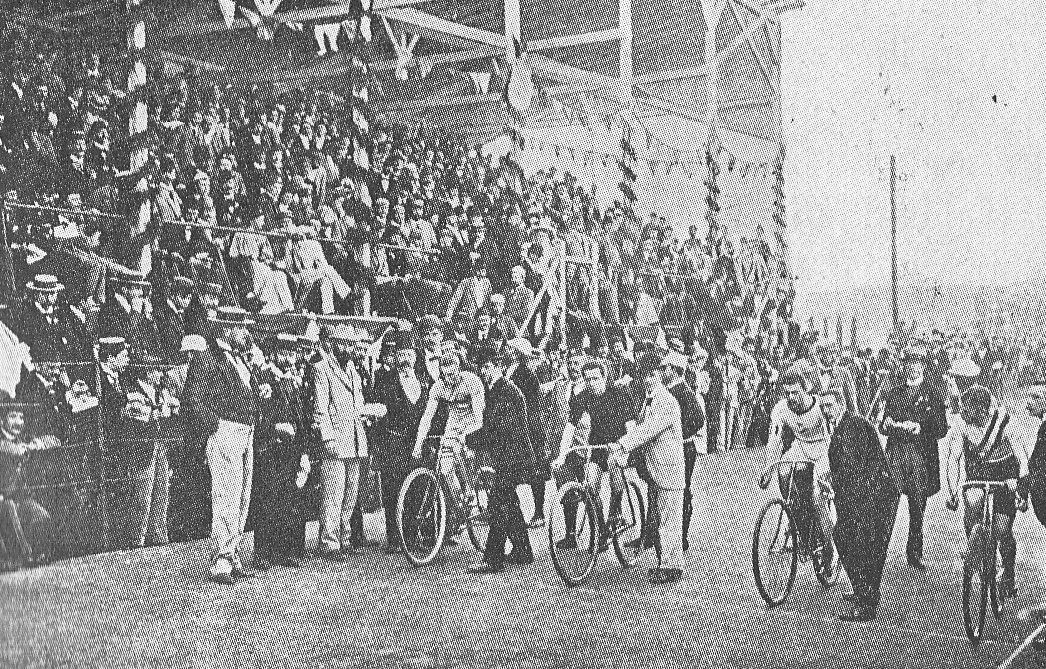
Starten på amatörernas sprintlopp.

### Proffs
| Sprint            | Robert Protin Belgien        | George A. Banker USA | Émile Huet Belgien    |
| 100 meter stående | Jimmy Michael Storbritannien | Henri Luyten Belgien | Hans Hofmann Tyskland |

### Amatörer
| Sprint            | Jaap Eden Nederländerna       | Christian Ingemann Danmark   | Jean Schaaf Tyskland |
| 100 meter stående | Mathieu Cordang Nederländerna | Kees Witteveen Nederländerna | Wilhelm Henie Norge  |

## Medaljligan
| 1     | Nederländerna  | 2 | 1 | 0 | 3  |
| 2     | Belgien        | 1 | 1 | 1 | 3  |
| 3     | Storbritannien | 1 | 0 | 0 | 1  |
| 4     | Danmark        | 0 | 1 | 0 | 1  |
| -     | USA            | 0 | 1 | 0 | 1  |
| 6     | Tyskland       | 0 | 0 | 2 | 2  |
| 7     | Norge          | 0 | 0 | 1 | 1  |
| Total | Total          | 4 | 4 | 4 | 12 |